# Aulonocara jacobfreibergi
Aulonocara saulosi là một loài cá thuộc họ Cichlidae. 
Nó được tìm thấy ở Malawi và Tanzania. Môi trường sống tự nhiên của chúng là hồ nước ngọt. Chúng có một số biến thể màu sắc bao gồm màu đỏ hoặc màu vàng. Chúng thường có thể phát triển đến chiều dài khoảng 15 cm. Nó là loài đặc hữu của Malawi.